# Nhà thờ Tổng lãnh thiên thần Michael ở Řepiště
Nhà thờ Tổng lãnh thiên thần Michael ở Řepiště (tiếng Séc: Kostel svatého Michaela archanděla v Řepišti) là một nhà thờ Công giáo La Mã bằng gỗ có từ thế kỷ 15, thuộc giáo phận Ostrava-Opava, tọa lạc ở làng Řepiště, huyện Frýdek-Místek, vùng Moravskoslezský, Cộng hòa Séc. Thánh đường này có tên trong danh sách các di tích văn hóa cấp quốc gia.

## Lịch sử
Năm 1485, một nhà thờ bằng gỗ được dựng lên và trở thành nhà thờ giáo xứ làng Řepiště. Từ năm 1652, các nhà truyền giáo đạo Tin Lành quản lý nơi này trong thời gian hai năm. Ngày 26 tháng 3 năm 1654, nhà thờ trở thành chi nhánh của giáo xứ Šenov (thuộc giáo hội Công giáo La Mã). Năm 1785, nhà thờ này tách khỏi giáo xứ Šenov và được chuyển giao cho giáo xứ Vratimov tiếp quản. Theo các văn kiện lịch sử có từ năm 1808, vị Thánh bảo trợ của nhà thờ là Tổng lãnh thiên thần Michael. Sau hơn 300 năm, nhà thờ lúc bấy giờ đã trong tình trạng xuống cấp nghiêm trọng và có nguy cơ đổ sập. Trong giai đoạn 1867 - 1891, nhà thờ được trùng tu ở quy mô lớn và có diện mạo như hiện nay.